# Vissone
Vissone (Ihù in dialetto camuno) frazione del comune di Pian Camuno, in bassa Val Camonica, provincia di Brescia.

## Origini del nome
Secondo Eugenio Fontana il nome deriverebbe dal latino Vicus Summus, villaggio sommitale.

## Storia
Nel 1340 Bojaco Federici è possessore di terre a Vissone.

## Monumenti e luoghi d'interesse
Le chiese di Vissone sono:
- Parrocchiale di S. Bernardino da Siena, di struttura seicentesca, il portale riporta la data 1730.

## Società
Gli scütüm sono nei dialetti camuni dei soprannomi o nomiglioli, a volte personali, altre indicanti tratti caratteristici di una comunità. Quello che contraddistingue gli abitanti di Vissone è Vissòcc

### Tradizioni e folclore
A fine maggio o i primi di giugno si festeggia la festa di San Bernardino.